# Wilhelm Friedrich Gmelin
Wilhelm Friedrich Gmelin, född den 26 november 1760, död den 22 september 1820, var en tysk kopparstickare av släkten Gmelin, far till Johann Georg Gmelin, bror till Carl Christian Gmelin. 
Av hans samtid högt skattade dekorativa blad är de mest kända de stora landskap, han med förståelse och omsorg stack efter Claude Lorrain och Nicolas Poussin samt efter sina egna teckningar.